# Кетлін Гартер
Кетлін Гартер (англ. Kathleen Harter; нар. 27 жовтня 1946) — колишня американська тенісистка.
Найвищим досягненням на турнірах Великого шолома був фінал в парному розряді.

## Фінали турнірів Великого шолома

### Парний розряд (1 поразка)
| Результат | Рік  | Турнір                                    | Покриття | Партнерка              | Суперниці                      | Рахунок       |
| --------- | ---- | ----------------------------------------- | -------- | ---------------------- | ------------------------------ | ------------- |
| Поразка   | 1976 | Відкритий чемпіонат Франції з тенісу 1976 | Ґрунт    | Гельга Ніссен Мастгофф | Гейл Шанфро Фйорелла Бонічеллі | 4–6, 6–1, 3–6 |